# جزيرة برانزفيلد
جزيرة برانزفيلد هي جزيرة تقع على بعد 3 ميل بحري (6 كـم) جنوب غربي جزيرة دو أورفيل قبالة الطرف الشمالي الشرقي لشبه الجزيرة القطبية الجنوبية، ويبلغ طولها نحو 5 ميل بحري (9 كـم). قامت البعثة الاستكشافية البريطانية التي قادها الكابتن جيمس كلارك روس عام 1842 بإطلاق اسم «نقطة برانزفيلد» على النهاية الغربية الدنيا لما يعرف الآن بمجموعة جزر جوينفيل، وذلك على اسم البحَّار الأيرلندي والضابط في البحرية الملكية إدوارد برانزفيلد. حدد مسح جزر فوكلاند التابعة الجغرافي العائد لعام 1947 أن هذه النهاية الغربية هي عبارة عن جزيرة منفصلة بحد ذاتها.
تعد جزيرة برانزفيلد إحدى الجزر القطبية الجنوبية الواقعة حول منطقة أرض غراهام من شبه الجزيرة القطبية الجنوبية وهي أقرب مناطق القارة لأمريكا الجنوبية.